# Vila Antonína Holečka
Vila Antonína Holečka (též vila Lolla) je vila zbudovaná v roce 1911 v Hradci Králové pro Antonína Holečka, strojírenského experta a profesora průmyslových škol v Brně a Hradci Králové. 

## Historie
Projekt vily vznikal v roce 1911 a byl dílem architekta Františka Valoucha. Město Hradec Králové uplatňovalo tou dobou za podpory urbanisticky osvíceného starosty Františka Ulricha přísné normy na novou zástavbu a projekt vily Antonína Holečka byl schválen mj. za podmínek, že stavebník zřídí na vlastní náklady vkusné oplocení a v celé délce plotu nechá postavit chodník z žulové mozaiky.
Samotná realizace stavby probíhala v období květen – říjen 1911 a zajímavostí je, že ještě v lednu 1911 Antonín Holeček nechtěl na dané parcele ve Vrchlického ulici stavět, neboť zde podle jeho slov hrozilo podmáčení. Svoji stavební investici podmiňoval zlepšením situace. To městská rada přislíbila a navrhla v ulici zřídit nejen odvodňovací příkop, ale také zavést kanalizaci a vodovod.
Dům se dostal v roce 1924 do vlastnictví Josefa Mecla st. (majitel kožešnictví v Hradci Králové) a v roce 1973 pak přešel na jeho syna Josefa Mecla ml. Zahrada byla v meziválečném období doplněna o dřevěný altánek v západní části. V roce 2009 prošla vila rekonstrukcí, při níž byla obnovena západní fasáda objektu a vybudován sloupkový plot.

## Architektura
Architekt František Valouch používal architektonické výrazové prostředky konce 19. století, podobně jako další architekti té doby pracující pro tradičněji orientované klienty. V případě Holečkovy vily se ve výrazových prvcích jedná především o asymetricky komponovaná průčelí se štíty, členěné iluzivním hrázděním, dále také klasické sedlové střechy, dřevěné dekorované okenice nebo kamenná podezdívka. Dům obsahuje v přízemí dva byty, stejně jako v prvním patře - to bylo později doplněno půdou a citlivě přistavěnou terasou. Suterén je pak určen pro byt domovníka a technické zázemí. Dvouramenné schodiště je zcela odděleno od bytových jednotek a je umístěno v samostatné šachtě.

## Galerie

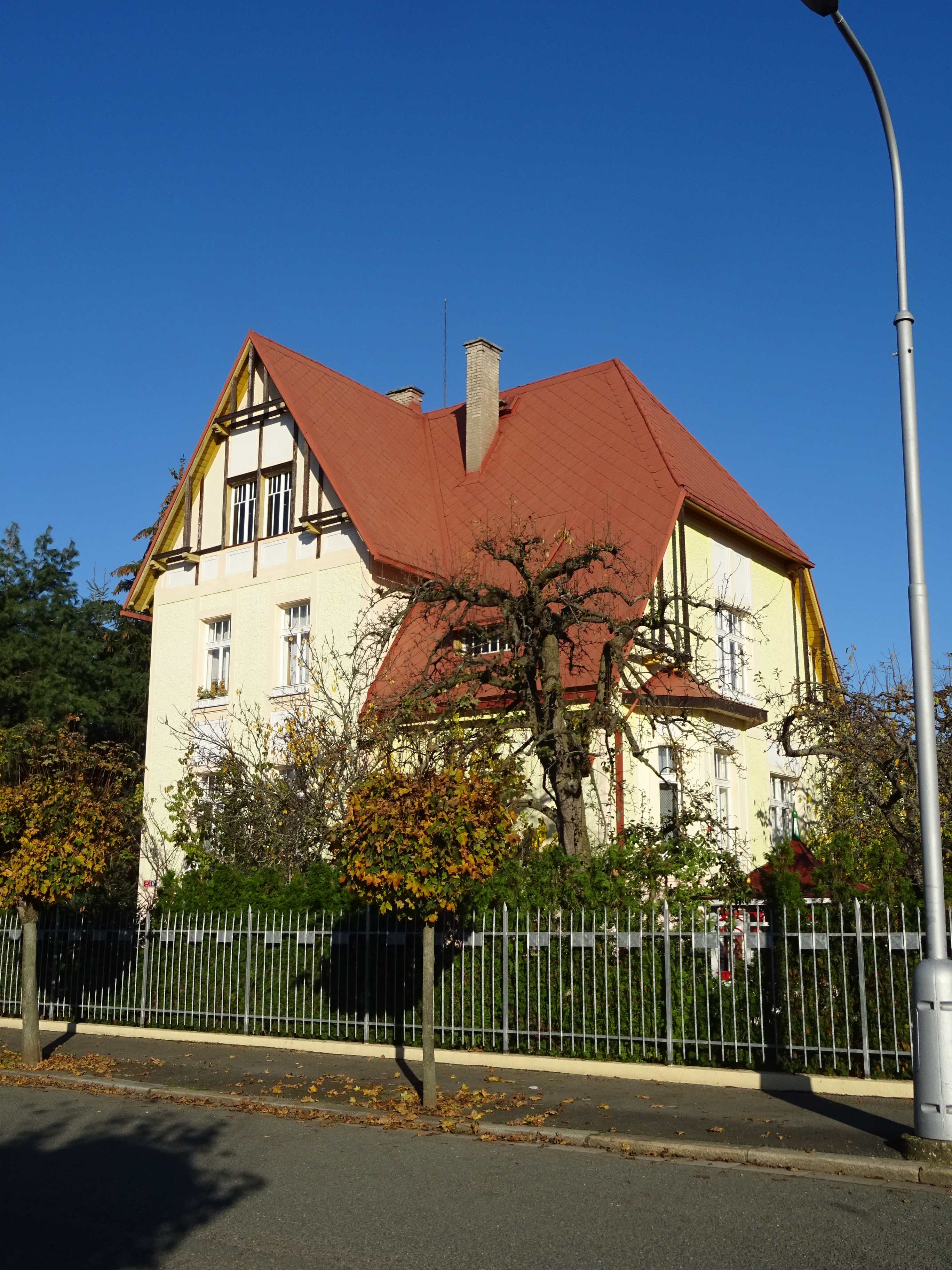
Celkový pohled na dům
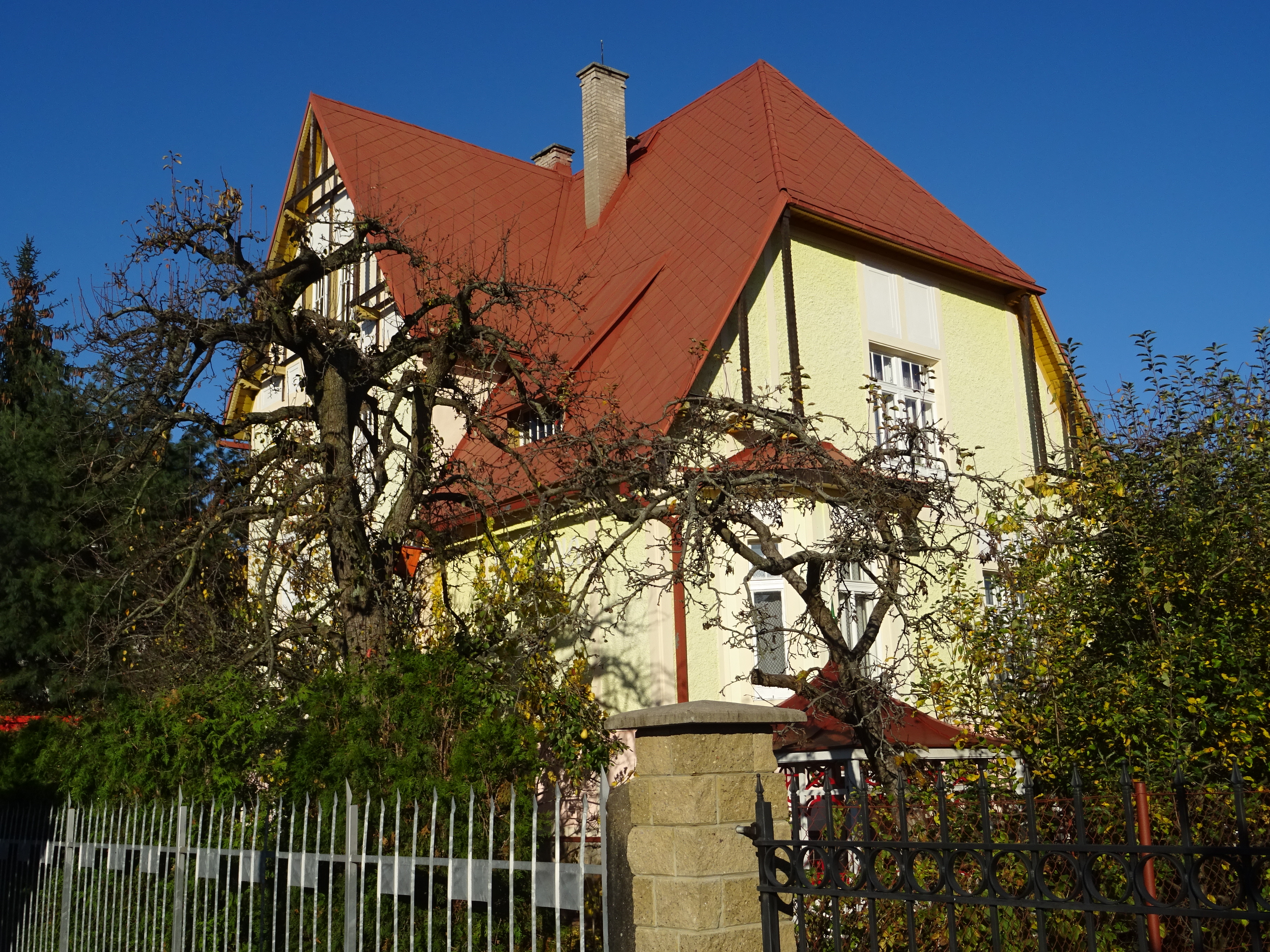
Detail štítu s iluzivním hrázděním